# Oakfield (Maine)
Oakfield es un pueblo ubicado en el condado de Aroostook en el estado estadounidense de Maine. En el Censo de 2010 tenía una población de 737 habitantes y una densidad poblacional de 7,92 personas por km².

## Geografía
Oakfield se encuentra ubicado en las coordenadas 46°4′28″N 68°6′51″O / 46.07444, -68.11417. Según la Oficina del Censo de los Estados Unidos, Oakfield tiene una superficie total de 93 km², de la cual 91.02 km² corresponden a tierra firme y (2.12%) 1.98 km² es agua.

## Demografía
Según el censo de 2010, había 737 personas residiendo en Oakfield. La densidad de población era de 7,92 hab./km². De los 737 habitantes, Oakfield estaba compuesto por el 96.74% blancos, el 0.27% eran afroamericanos, el 2.04% eran amerindios, el 0% eran asiáticos, el 0% eran isleños del Pacífico, el 0.14% eran de otras razas y el 0.81% pertenecían a dos o más razas. Del total de la población el 1.36% eran hispanos o latinos de cualquier raza.